# Jezuïetenklooster (Leuven)
De jezuïeten verblijven sinds midden 16e eeuw in de Belgische stad Leuven.

## Geschiedenis

### Beginjaren
Eenmaal in Leuven aangekomen verspreidden de jezuïeten zich doorheen de stad. Ze hadden immers onvoldoende geld om een huis aan te schaffen. Met dank aan Korneel van Wishaven, de kapelaan van de Sint-Pieterskerk, konden ze een lokaal dicht bij het Sint-Michielskerkhof gebruiken. Na twee jaar was het geld echter weer op. François Knobbaert bood hen vervolgens een huis in de Nieuwstraat aan, tegenover het klooster van de Rijke Claren. De pastoor van de Sint-Michielsparochie gaf hen ook een aangrenzend huis ter beschikking. Daar zij niet over een eigen kerk beschikten mochten zij preken en de biecht afnemen in de Sint-Michiels- en Sint-Pietersparochies.
In 1560 stichtten ze hun eerste college in wat vandaag de Vital Decosterstraat heet. Ze onderwezen er filosofie, maar in 1595 supprimeerde de paus dit onderricht vanwege klachten van de Universiteit Leuven. Datzelfde jaar kocht de Sociëteit van Leuven drie grote huizen in de 's Meiersstraat, waaronder het Hof van Chièvres dat diende als woning van hertog Willem II van Croÿ. Een jaar later kochten ze vier aangrenzende huizen in de Kattenstraat. In de vroegere woning van de hertog vestigden de jezuïeten een kapel. Ze kochten ook het College van Craenendonck in dezelfde straat.
In 1650 startte de bouw van een eigen kerk. Op dat moment reikte hun grond van de 's Meyersstraat tot de Kattenstraat, van het Koningscollege in de Naamsestraat tot het De Bay College waar vandaag het Hogeschoolplein ligt. De bouw was in 1671 voltooid.
Ten gevolge van een beslissing van keizer Jozef II werd de orde van de jezuïeten in de Zuidelijke Nederlanden opgeheven. In Leuven sloot de Jezuïetenkerk haar deuren in 1773. Ze deed vervolgens dienst als parochiekerk van de Sint-Michielsparochie uit de Tiensestraat en kreeg de naam Sint-Michielskerk. Op het moment van de opheffing telde het jezuïetencollege 47 leden. De meubels in de gebouwen werden verkocht en de boeken uit de bibliotheek naar Brussel gebracht of verkocht. Het college kreeg een herbestemming als het Collegium Veteranorum, een verblijfplaats voor oud-theologiestudenten. Het college deed achtereenvolgens dienst als seminarie-generaal (1786), hospitaal (1801), opslagplaats (1810) en afdeling Scheikunde van de pas opgerichte Rijksuniversiteit Leuven (1816). Later kreeg het de naam Maria-Theresia- en Veteranencollege, thans onderdeel van de Katholieke Universiteit Leuven.

### Minderbroedersstraat

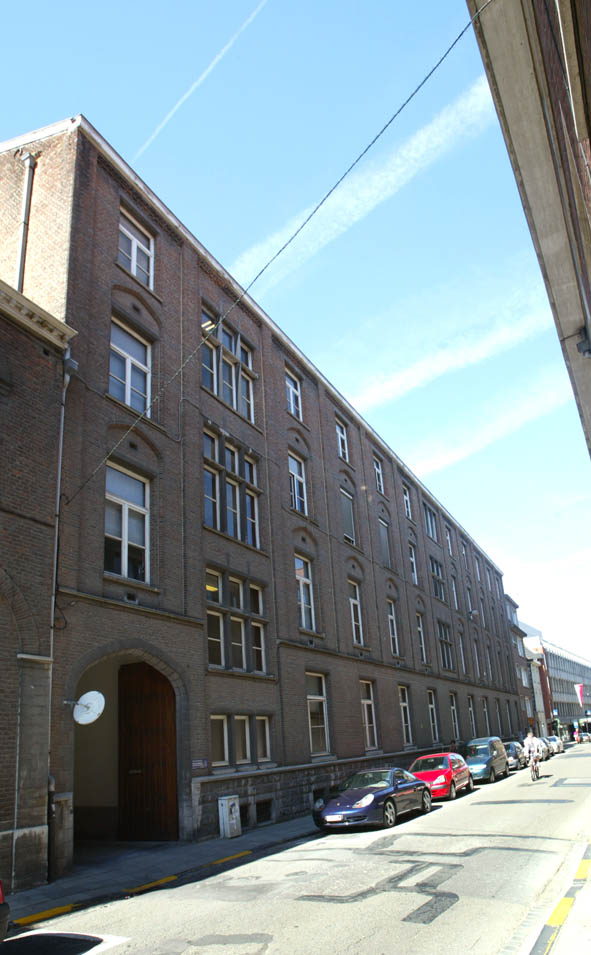
Het voormalige klooster in de Parijsstraat

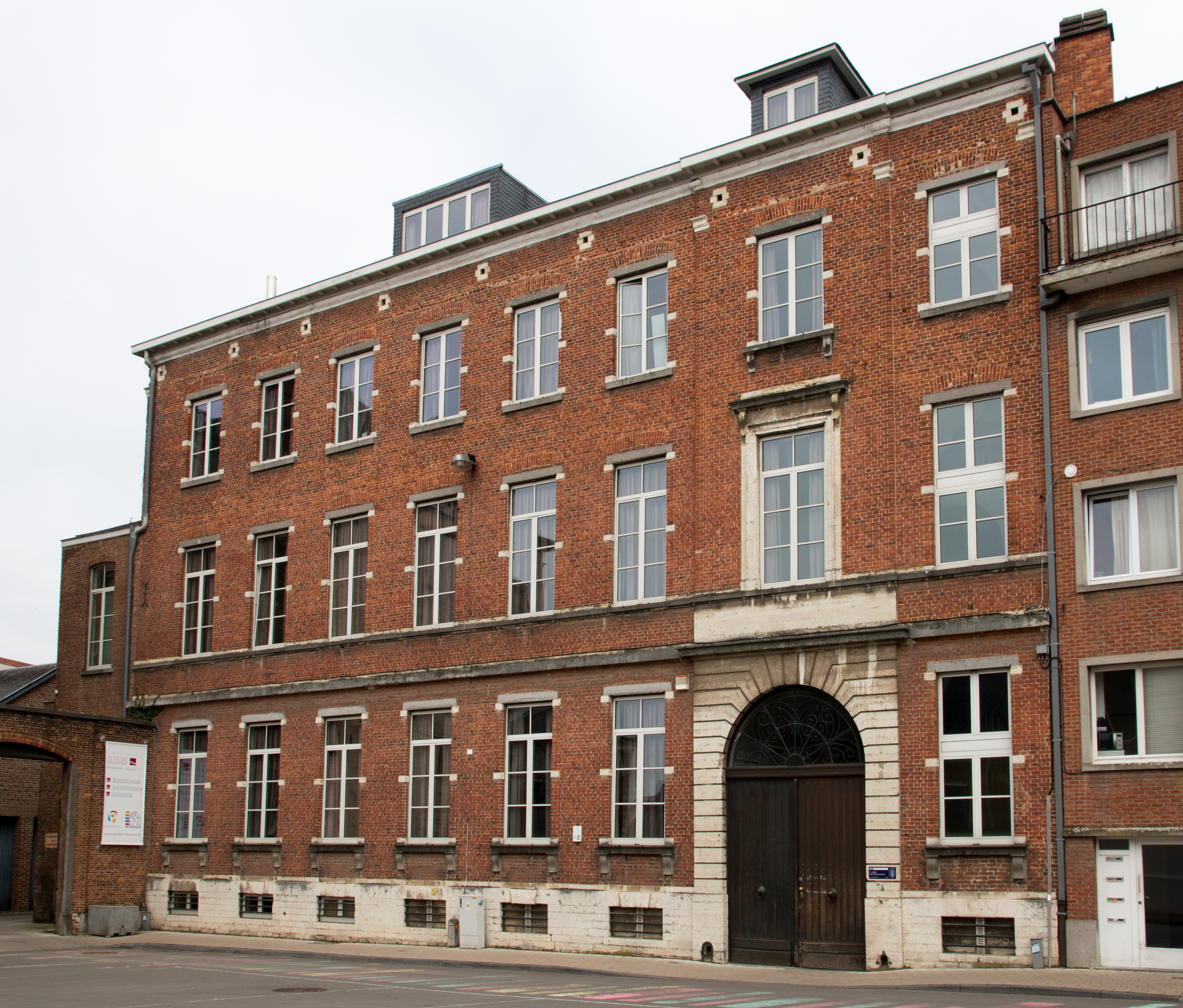
Het huis Bellarmino op het Pater Damiaanplein

In 1837 bood aartsbisschop Engelbertus Sterckx de jezuïeten onderdak in het voormalige Minderbroedersklooster in de Minderbroedersstraat. Na de suprematie van het klooster was het minderbroedersklooster immers eigendom van het Seminarie van Mechelen. Tegenover het klooster lag het voormalige refugium van de norbertijnenabdij van Park dat in 1838 ook in handen van de jezuïeten kwam. Ze kochten het over van de zusters ursulinen. Ze richtten er een college op waar theologie en filosofie werd onderwezen. Het studiehuis groeide tot het grootste van de jezuïetenorde in België uit. In 1841 kochten de jezuïeten een aanpalende woning en in 1852-1856 nog drie woningen. In 1852 verdween tevens een deel van het voormalige refugium ter uitbreiding van het college.
In 1854 en 1855 kochten de jezuïeten twee panden in de nabijgelegen Parijsstraat. Enkele jaren later volgde een derde aankoop. In de jaren 1860 bouwden de jezuïeten een kerkgebouw in de Minderbroedersstraat naar ontwerp van Edmond Leclef. De Onze-Lieve-Vrouwekerk werd in 1866 ingewijd. Ook in de jaren 1860-1880 breidden de gebouwen van de jezuïeten en het college uit.
In 1913 slopen de jezuïeten de gebouwen in de Parijsstraat. Naar ontwerp van Theo Van Dormael werd een nieuw klooster opgetrokken. In 1940 en 1944 liep het complex schade op door granaatinslagen en de destructie van alle bruggen over de Dijle door de Duitse bezetter.
Het kloostercomplex omvatte het voormalige huis van Joris Helleputte aan het Pater Damiaanplein. Vanaf ongeveer 1948 werd het gebruikt door de redactie van het tijdschrift Pro Apostolis. Het huis kreeg later de naam Bellarmino, naar Robertus Bellarminus.
Na het vertrek uit de Minderbroedersstraat in de jaren 1950 werden de panden verkocht aan diverse partijen, waaronder het Sint-Pieterscollege en de Boerenbond. Ook het woonzorgcentrum Dijlehof nam haar intrek op het voormalige perceel van de jezuïeten. De kerk werd in 1971 gesloopt. Het huis Bellarmino werd een studentenresidentie voor buitenlandse studenten van de KU Leuven, de J.L. Vives International Residence, vernoemd naar Juan Luis Vives. Het voormalige klooster in de Parijsstraat kwam in handen van de KU Leuven die haar personeelsdienst onderbracht in dit pand alsook in de herenwoning ernaast, waar ooit het huis van Justus Lipsius stond.

### Heverlee

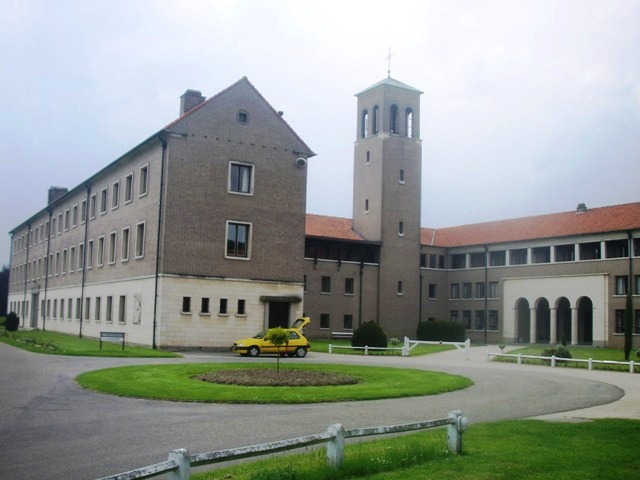
Het jezuïetenklooster te Heverlee

Tegen de jaren 1950 was het studiehuis te klein geworden voor het grote aantal jezuïeten. De jezuïeten kochten in 1953 kochten een terrein van 8,5 ha tussen de Waversebaan en de Hertog Engelbertlaan. De eerste steen van de nieuwe residentie werd op 31 juli 1956 gelegd, 400 jaar na het overlijden van Ignatius van Loyola, de oprichter van de jezuïetenorde. De nieuwbouw in Heverlee werd in 1959 in gebruik genomen en was een ontwerp van architect Jos Ritzen.
In het noorden grenst het klooster aan spoorlijn 139 (Leuven-Ottignies) en Campus Arenberg. Een deel van het kloostergebouw doet dienst als privaat studentenhuis, Lerkeveld genaamd. Op vlak van studentenhuisvesting werkt Lerkeveld nauw samen met de Katholieke Universiteit Leuven. Dit studentenhuis heeft ook een eigen studentenvereniging met dezelfde naam.